# Wijken en buurten in Ridderkerk
De Nederlandse gemeente Ridderkerk is voor statistische doeleinden onderverdeeld in wijken en buurten. De gemeente is verdeeld in de volgende statistische wijken:
- Wijk 00 Ridderkerk (CBS-wijkcode:059700)

Een statistische wijk kan bestaan uit meerdere buurten. Onderstaande tabel geeft de buurtindeling met kentallen volgens het Centraal Bureau voor de Statistiek (2008):
| CBS-buurtcode | Buurtnaam          | Inwonertal | Opp. totaal (ha) | Opp. land (ha) | Ligging                |
| ------------- | ------------------ | ---------- | ---------------- | -------------- | ---------------------- |
| BU05970001    | Ridderkerk-Centrum | 4410       | 85               | 85             | Locatie in de gemeente |
| BU05970002    | Ridderkerk-West    | 3260       | 203              | 200            | Locatie in de gemeente |
| BU05970003    | Ridderkerk-Oost    | 6240       | 132              | 132            | Locatie in de gemeente |
| BU05970004    | Drievliet          | 8640       | 158              | 151            | Locatie in de gemeente |
| BU05970005    | Het Zand           | 3140       | 57               | 57             | Locatie in de gemeente |
| BU05970006    | Slikkerveer        | 8230       | 260              | 230            | Locatie in de gemeente |
| BU05970007    | Bolnes             | 6870       | 270              | 246            | Locatie in de gemeente |
| BU05970008    | Rijsoord           | 3140       | 784              | 748            | Locatie in de gemeente |
| BU05970009    | Oostendam          | 640        | 174              | 173            | Locatie in de gemeente |
| BU05970010    | Donkersloot        | 110        | 269              | 233            | Locatie in de gemeente |
| BU05970011    | Verenambacht       | 0          | 27               | 26             | Locatie in de gemeente |
| BU05970012    | Cornelisland       | 20         | 92               | 92             | Locatie in de gemeente |